# Josefa Menéndez
María Josefa Menéndez (4 de febrero de 1890, Madrid, España; † 29 de diciembre de 1923, Monasterio Les Feuillants Poitiers, Francia) fue una mística y religiosa de la Sociedad del Sagrado Corazón de Jesús. 

## Biografía
Tuvo una infancia feliz rodeada por tres hermanas menores y un hermano menor que murió en la infancia. Provenía de una familia modesta, sintió una vocación monacal. Como costurera, e hija mayor, desde 1907, tuvo que intensificar el trabajo para su familia. Ante muchísimos pedidos, abre con su hermana Mercedes un taller de costura: poseía cualidades de liderazgo y carácter alegre. En 1912 su padre murió. Y en 1917 ingresó al Noviciado de las Filles Réparatrices du Divin-Cœur, con una gran pena para su madre. Fue sólo cuando su hermana menor fue capaz de hacerse cargo de la casa, que ella se alejó de Madrid. Y el 5 de febrero de 1920, se unió al Sagrado Corazón de Jesús en el monasterio de las monjas Les Feuillants de Poitiers, en Francia.
En el monasterio, la Hermana coadjutora Josefa experimentó visiones del Sagrado Corazón de Jesús, de las cuales hacía registros escritos. Destacan también las numerosas visiones que tuvo del infierno y de los pecadores que allí habitan. En sus escritos, sor Josefa explica como los condenados son torturados por demonios según las causas de sus pecados terrenales. Como ejemplo, los ladrones penan con las manos ardiendo. Sor Josefa explica con detalles el sonido de los lamentos, cadenas y gritos de espanto que se pueden escuchar en el inframundo, así como el olor tóxico a azufre y carne podrida de los pecadores que se abrasan. Tras la vuelta en si de las visiones, las hermanas del monasterio podían apreciar en las vestimentas de Sor Josefa un extraño olor a carne podrida. Su investidura la realizó el 16 de julio de 1920, y profesó sus votos monásticos el 16 de julio de 1922. A su fallecimiento en 1923 se abrió su causa de beatificación.
En 1938, con el permiso del entonces Cardenal secretario de Estado Eugenio Pacelli, la Editorial del Apostolado de la Oración de Toulouse publicó Un Appel à l´Amour, la biografía de Josefa Menéndez, que incluye sus propios registros de visiones. Esa biografía, con las descripciones contenidas en sus visiones, fue traducida a varios idiomas y se extendió en todo el mundo. Josefa escribió en castellano la primera versión de su biografía Un Appel à l´Amour.

## Algunas publicaciones
- A Call to Souls. Edición reimpresa. 32 pp. (1998)

- Words of Love. Compiló Bartholomew Gottemoller. Editor Tan books and publishers, Inc. 95 pp. ISBN 0895552442, ISBN 9780895552440 (1985)

- Un llamamiento al amor: El mensaje del Sagrado Corazón al mundo y su mensajera sor Josefa Menéndez, religiosa coadjutora de la Sociedad del Sagrado Corazón de Jesús, 1890-1923. 5.ª edición de Central catequística salesiana, 686 pp. ISBN 8470431218, ISBN 9788470431210 (1974)

- La Pasión de Nuestro Señor Jesucristo. Editor Cor Unum, 105 pp. (1959)

- ¿Lo saben los hombres?. Editor Cor Unum, 30 pp. (1958)

- Un mensaje del Corazón de Jesús. Editor Cor Unum, 31 pp. (1958)

- Christ's Appeal for Love to His Humble Servant Josefa Menéndez. Edición revisada de Newman Press, 176 pp. (1951)

- Reparation, Love, Confidence: Extracts from "The Way of Divine Love." Editor Newman Press, 30 pp. (1951)

- The way of divine love: or, The message of the Sacred Heart to the world, and a short biography of His messenger. Editor Sands, 532 pp. (1950) Reeditó CreateSpace Independent Publishing Platform, 572 pp. ISBN 1466428708, ISBN 9781466428706 (2011)

## Literatura
- Die Liebe ruft (Llamadas de amor), Flüeli/Ranft (Werk der Barmherzigen Liebe). Con Imprimatur.